# Поваж
Поваж (Повож) — река в России, течёт по территории Шенкурского района Архангельской области. Устье реки находится в 137 км по левому берегу реки Юмиж. Длина реки составляет 10 км.

## Данные водного реестра
По данным государственного водного реестра России относится к Двинско-Печорскому бассейновому округу, водохозяйственный участок реки — Северная Двина от впадения реки Вычегда до впадения реки Вага, речной подбассейн реки — Северная Двина ниже места слияния Вычегды и Малой Северной Двины. Речной бассейн реки — Северная Двина.
Код водного объекта в государственном водном реестре — 03020300112103000027579.